# Psilochorus papago
Psilochorus papago is een spinnensoort uit de familie trilspinnen (Pholcidae). De soort komt voor in Mexico en de Verenigde Staten. 